# Eduard Militonián
Eduard Militonián (en armenio: Էդվարդ Գևորգի Միլիտոնյան; 12 de mayo de 1952) es un poeta, narrador  armenio. Miembro de la Unión de Escritores de Armenia (1977). Honorable Trabajador de Cultura de la República de Armenia (2012).

## Biografía
Eduard Militonián nació en Ereván, en 1952. Egreso de la Facultad de Filología de la Universidad Estatal de Ereván (1974). Trabajó en las revistas Pioner, Tzitzernak y Garún como jefe de la sección de poesía. Ha sido vicepresidente del Comité de Información y Edición de la República de Armenia, director de la Radio de Armenia y jefe del comité de información y propaganda del Ministerio de Defensa de Armenia. En 2005-2013 fue secretario de la Unión de Escritores de Armenia y desde 2013 es su presidente. Ha publicado 43 volúmenes de poesía en armenio y 13 volúmenes en traducción a otros idiomas. También escribe obras infantiles. Sus libros han obtenido premios y han sido traducidos a numerosos idiomas.

## Premios
- Premio del estado de Armenia por la colección de poesía Es en 2014.
- Premio del presidente de Armenia por la colección de poesía Es en 2012.
- Primer premio literario panarmenio por la novela corta Chipo en 2006.
- Premio del presidente de Armenia por la novela Las aventuras de Vahagn, el matador de dragones en 2005.
- Premio el mejor libro infantil de la Unión de Escritores de Armenia por la colección de poesía infantil Gato informante en 2003.
- Premio el mejor primer libro del año por la colección Tres manzanas en 1977.